# Haste (Allemagne)
Pour l’article homonyme, voir fût (typographie).
Haste est une municipalité allemande du land de Basse-Saxe et de l'arrondissement de Schaumbourg. En 2015, elle comptait 2 749 habitants.